# The Walkers
The Walkers是一支丹麦華麗搖滾樂隊。该乐队成立于1968年，1977年第一次解散。他们在解散后又曾多次复出。這支樂隊的歌曲Sha-La-La-La-La以及Little Kitty曾被其他樂隊翻唱。